# Thunderstone
I Thunderstone sono un gruppo musicale power metal finlandese fondato nel 2000 dal chitarrista Nino Laurenne ad Helsinki.

## Formazione

### Formazione attuale
- Pasi Rantanen - voce (2000 - 2007, 2013 - oggi)
- Nino Laurenne - chitarra solista e ritmica, backing vocals (2000 - oggi)
- Titus Hjelm - basso, backing vocals (2000 - oggi)
- Jukka Karinen - tastiere (2007 - oggi)
- Atte Palokangas - batteria (2014 - oggi)

### Vecchi membri
- Rick Altzi - voce (2007 - 2013)
- Kari Tornack - tastiere (2000 - 2007)
- Mirka Rantanen - batteria (2000 - 2013)

## Discografia

### Album in studio
- 2002 - Thunderstone
- 2004 - The Burning
- 2005 - Tools of Destruction
- 2007 - Evolution 4.0
- 2009 - Dirt Metal
- 2016 - Apocalypse Again

### Singoli
- 2002 - Virus
- 2004 - Until We Touch the Burning Sun
- 2005 - Tool of the Devil
- 2007 - Forevermore/Face in the Mirror
- 2007 - 10.000 Ways
- 2009 - I, Almighty (Promo)

### Videoclip
- 2002 - Virus
- 2004 - Until We Touch the Burning Sun
- 2005 - Tool of the Devil
- 2007 - Face in the Mirror
- 2009 - I, Almighty
- 2016 - Veterans Of The Apocalypse
- 2016 - The Path
- 2016 - Fire And Ice
- 2016 - Through The Pain
- 2016 - Virus 2020